# Culiseta
Culiseta és un gènere de dípters nematòcers de la família Culicidae. Es tracta de mosquits adaptats majoritàriament a climes freds, presents en regions temperades durant les èpoques més fredes de l'any o a majors alçàries on les temperatures són més baixes.

## Distribució
Les espècies del gènere Culiseta tenen una distribució cosmopolita exceptuant l'Amèrica del Sud. Les espècies trobades al sud de Califòrnia són més grans que la majoria d'espècies de mosquits, concretament C. inornata, C. particeps i C. incidens.

## Història natural
S'alimenten de diverses espècies de vertebrats abastant des d'ocells, bestiar, rosegadors, rèptils i éssers humans. Les larves de la majoria d'espècies es troben en aigües continentals com pantans, basses, cursos d'aigua, rases, i bassals, hi ha constància d'una espècie africana que passa la fase larvària en forats d'arbres, una altra espècie paleàrtica ho fa dins pous d'aigua, i diverses espècies australianes ocorre subterrània. Poc és sabut sobre els hàbits hematòfags de les femelles. La majoria d'espècies s'alimenten d'ocells i mamífers, però algunes espècies s'alimenten en rèptils, Diverses espècies s'alimenten d'animals domèstics i ocasionalment éssers humans.

## Morfologia
Els trets diferencials de les larves respecte a d'altres espècies de culicins són la presència d'un sifó llarg, al vuitè segment abdominal, amb un únic parell de plomalls a la part distal amb un pecten. Els segments VI a VIII no tenen plaques esclerotitzades dorsalment. Pel que fa als imagos són a simple vista força similar als imagos del gènere Culex diferenciant-se'n per trets observables amb l'ajut d'una lupa binocular. Tenen setes pre-espiraculars i un plomall de setes a la regió subcostal, pràcticament un tret diferencial del gènere.

## Taxonomia i evolució
Originalment anomenat Theobaldia (Neveu-Lemaire 1902), aquest tàxon canvià de nom al de Culiseta en descobrir-se que aquest nom ja era usat per a denominar un gènere de mol·luscs. És l'únic representant de la subfamília Culisetini (Belkin, 1962). S'hi han inclòs una trentena llarga d'espècies repartides en set subgèneres (‡ espècie tipus):
- Allotheobaldia amb una sola espècie: Culiseta longiareolata (Macquart, 1838) de distribució mediterrània[8]
- Austrotheobaldia amb un sol representant Culiseta littleri (Taylor, 1914) [9]
- Climacura[10]
  - Culiseta antipodea (Dobrotworsky, 1962)
  - Culiseta marchettei (Garcia, Jeffery & Rudnick, 1969)
  - Culiseta melanura (Coquillett, 1902) ‡
  - Culiseta novaezealandiae (Pillai, 1966)
  - Culiseta tonnoiri (Edwards, 1925)
- Culicella distribuït a la regió holàrtica i Austràlia[11]
  - Culiseta amurensis (Maslov, 1964)
  - Culiseta atra (Lee, 1944)
  - Culiseta drummondi (Dobrotworsky, 1960)
  - Culiseta fumipennis (Stephens, 1825)
  - Culiseta inconspicua (Lee, 1937)
  - Culiseta litorea (Shute, 1928)
  - Culiseta minnesotae (Barr, 1957)
  - Culiseta morsitans (Theobald, 1901) ‡
  - Culiseta nipponica (LaCasse & Yamaguti, 1950)
  - Culiseta ochroptera (Peus, 1935)
  - Culiseta otwayensis (Dobrotworsky, 1960)
  - Culiseta sylvanensis (Dobrotworsky, 1960)
  - Culiseta victoriensis (Dobrotworsky, 1954)
  - Culiseta weindorferi (Edwards, 1926)

- Culiseta distribuït per les regions paleàrtiques, neàrtic i una espècie (Cs. particeps) s'estén fins a la regió neotropical[12]
  - Culiseta alaskaensis (Ludlow, 1906) dues subespècies alaskaensis (Ludlow, 1906) i indica (Edwards, 1920)
  - Culiseta annulata (Schrank, 1776)
  - Culiseta atlantica (Edwards, 1932)
  - Culiseta bergrothi (Edwards, 1921)
  - Culiseta glaphyroptera (Schiner, 1864)
  - Culiseta impatiens (Walker, 1848) ‡
  - Culiseta incidens (Thomson, 1869)
  - Culiseta inornata (Williston, 1893)
  - Culiseta megaloba (Luh, Chao & Xu, 1974)
  - Culiseta niveitaeniata (Theobald, 1907)
  - Culiseta particeps  (Adams, 1903)
  - Culiseta subochrea (Edwards, 1921)

- Neotheobaldia distribuït per Austràlia[13]
  - Culiseta frenchii (Theobald, 1901) dues subspecies atritarsalis (Dobrotworsky, 1954) i frenchii (Theobald, 1901)
  - Culiseta hilli (Edwards, 1926) ‡
- Theomyia amb una sola espècie Culiseta fraseri distribuïda a l'Àfrica subsahariana[14]

Hi ha hagut poques investigacions, per no dir pràcticament cap, en l'estudi de la filogènia del gènere i només hi ha una evidència poc plausible que el gènere està relacionat amb el gènere Toxorhynchites. Malgrat tot Maslov considerà que el subgènere Culiseta és el més antic de tots ells havent començat la diversificació del tàxon durant el Juràssic. També sospita, basant-se en les seves similtuds morfològiques, que els subgèneres Culicella i Climacura siguin grups germans i que els subgèneres Austrotheobaldia, Climacura, Culicella i Neotheobaldia haurien divergit a partir d'un clade hipotètic que Maslow denomina Protoculicella. Maslov també suggereix que el subgènere Allotheobaldia hauria emergit a partir de llinatges del subgènere Culiseta.